# Erica Wheeler
Erica Wheeler (ur. 2 maja 1991 w Miami) – amerykańska koszykarka występująca na pozycjach rozgrywającej lub rzucającej, od 2023 zawodniczka Indiany Fever w WNBA.
3 lutego 2021 została zawodniczką Los Angeles Sparks.
4 stycznia 2022 dołączyła do BC Polkowice. 5 lutego 2022 została wytransferowana do Atlanty Dream wraz z numerem 15 draftu 2022 oraz wyborem pierwszej rundy kolejnego naboru (2023) w zamian za Chennedy Carter oraz prawa do Li Yueru. 1 lutego 2023 została zawodniczką Indiany Fever. W sezonach 2021/2022, 2022/2023, 2023/2024 grała w KGHM BC Polkowice, głównie w fazie play-off, łącząc udział w amerykańskiej lidze koszykówki kobiet.
Założyła w 2016 roku fundację Wheeler Kids Foundation, która poprawia jakość życia dzieci, dając im możliwość wyboru pozytywnej ścieżki życiowej poprzez dostęp i uczestnictwo w szerokiej gamie zajęć pozalekcyjnych.

## Osiągnięcia
Stan na 25 listopada 2023, na podstawie, o ile nie zaznaczono inaczej.

### NCAA
- Uczestniczka rozgrywek:
  - II rudny turnieju NCAA (2011)
  - turnieju NCAA (2010–2012)
- Zaliczona do honorable mention Big East (2013)

### WNBA
- MVP meczu gwiazd WNBA (2019)[10]
- Uczestniczka meczu gwiazd WNBA (2019)[10]

### Inne drużynowe
- Mistrzyni:
- Polski (2024)
  - Polski (2022)[11]
  - Eurocup (2019)[12]
  - Izraela (2017)[13]
  - Brazylii (2016)[14]
  - Portoryko (2013)[15]
- Wicemistrzyni Polski (2023)[16]
- Zdobywczyni Pucharu Polski (2022[17], 2023[18])

### Inne indywidualne
(* – nagrody przyznane przez portale latinbasket.com, eurobasket.com)
- MVP:
  - finałów Energa Basket Ligi Kobiet (2022)[19]
  - Pucharu Polski (2022[17], 2023[20])
  - kolejki EBLK (18 – 2022/2023)[21]
- Najlepsza zawodniczka*:
  - zagraniczna ligi brazylijskiej (2016)[14]
  - występująca na pozycji obronnej ligi brazylijskiej (2016)[14]
- Laureatka nagrody – najbardziej energetyczna zawodniczka Energa Basket Ligi Kobiet w sezonie 2022/23[22]
- Zaliczona do:
  - I składu:
    - ligi:
      - polskiej EBLK (2023)[23]
      - brazylijskiej (2016)*[14]

    - zawodniczek zagranicznych ligi brazylijskiej (2015, 2016)*[24][14]
    - kolejki EBLK (16 – 2021/2022, 18 – 2022/2023)[25][26]

  - II składu ligi brazylijskiej (2015)*[24]
  - składu honorable mention ligi tureckiej (2018)[27]